# تاریخچه صنعت فولاد (۱۸۵۰–۱۹۷۰)
قبل از سال ۱۸۰۰ میلادی، صنعت آهن و فولاد در جایی قرار داشت که مواد خام، تأمین انرژی و آب شیرین به راحتی در دسترس بود. پس از سال ۱۹۵۰، صنعت آهن و فولاد شروع به ایجاد شدن در مناطق وسیعی از زمین‌های صاف نزدیک بنادر دریایی کرد. تاریخچه صنعت فولاد مدرن در اواخر دهه ۱۸۵۰ آغاز شد. از آن زمان به بعد، فولاد به یکی از عناصر اصلی اقتصاد صنعتی جهان تبدیل شده است. این مقاله تنها به بعد تجاری، اقتصادی و اجتماعی این صنعت می‌پردازد، زیرا تولید انبوه فولاد به دلیل توسط هنری بسمر، در سال ۱۸۵۷ آغاز شد. قبلاً، تولید فولاد بسیار گران بود و تنها در محصولات کوچک و گران‌قیمت مانند چاقو، شمشیر و زره و … استفاده می‌شد.

## فناوری
فولاد یک آلیاژ است که از بین ۰٫۲ تا ۲٫۰ درصد کربن و مابقی آهن تشکیل شده است. از دوران پیش از تاریخ تا ایجاد کوره بلند، آهن از سنگ آهن به عنوان آهن خام با خلوص ۹۹٫۸۲ تا ۱۰۰ درصد آهن تولید می‌شد و فرایند تولید فولاد شامل افزودن کربن به آهن بود، معمولاً به صورت اتفاقی، در کارگاه یا از طریق فرایند سیمانه‌سازیاین اتفاق می‌افتاد. معرفی کوره بلند  در آن زمان این مشکل را رفع کرد. یک کوره بلند ، آهن خام تولید می‌کند - یک آلیاژ حدود ۹۰ درصد آهن و ۱۰ درصد کربن. هنگام شروع فرایند تولید فولاد با آهن خام، به جای آهن خام، چالش حذف مقدار کافی کربن برای کاهش آن به مقدار ۰٫۲ تا ۲ درصد برای فولاد به وجود آمد.
پس از سال ۱۸۹۰، فرایند بسمر به تدریج با فولادسازی بازوپخت جایگزین شد و تا نصف قرن بیستم دیگر استفاده نمی‌شد. فرایند بازوپخت در دهه ۱۸۶۰ در آلمان و فرانسه شکل گرفت. فرایند معمول بازوپخت از آهن خام، سنگ آهن و خرده استفاده می‌کرد و به عنوان فرایند سیمان-مارتین شناخته شد. فرایند آن اجازه کنترل نزدیک‌تر بر ترکیب فولاد را داد؛ همچنین، مقدار قابل توجهی از خرده در مصرف دوباره بلامانع بود. فرایند قورباغه‌گیر برای تولید فولاد آلیاژ با کیفیت بالا تا قرن بیستم اهمیت داشت. تا سال ۱۹۰۰، برای تولید فولاد از کوره قوس الکتریک استفاده شد و تا دهه ۱۹۲۰، هزینه کاهش یافته الکتریسیته اجازه داد که به‌طور عمده فرایند قورباغه‌گیر فقط برای فولادهای ویژه استفاده شود.

## بریتانیا

### قرن نوزدهم
بریتانیا با تعهد اولیه خود به استخراج زغال‌سنگ، قدرت بخار، کارخانه‌های نساجی، ماشین‌آلات، راه‌آهن و کشتی‌سازی، رهبر جهان در انقلاب صنعتی شد. تقاضای بریتانیا برای آهن و فولاد، به همراه سرمایه فراوان و کارآفرینان پرانرژی، آن را به رهبر جهان در نیمه اول قرن نوزدهم تبدیل کرد. فولاد نقش حیاتی در طول انقلاب صنعتی داشت.
در سال ۱۸۷۵، بریتانیا ۴۷ درصد از تولید جهانی آهن خام را تأمین می‌کرد، یک سوم آن و ۴۰ درصد فولاد از منطقه میدلزبرو می‌آمد. ۴۰ درصد از تولید بریتانیا به آمریکا صادر می‌شد که به سرعت در حال احداث کردن زیرساخت راه‌آهن و صنعتی خود بود. دو دهه بعد در سال ۱۸۹۶، با این حال، سهم بریتانیا از تولید جهانی به ۲۹ درصد برای آهن خام و ۲۲٫۵ درصد برای فولاد سقوط کرده بود و کمتر به آمریکا ارسال می‌شد. آمریکا اکنون رهبر جهان بود و آلمان به بریتانیا رسیدگی می‌کرد. بریتانیا بازار آمریکای خود را و در جای دیگر نقش خود را از دست داده بود؛ به واقع محصولات آمریکایی در بریتانیا فولاد خود را با قیمت پایین تری به فروش میرساند.
افزایش تولید آهن خام چشمگیر بود. بریتانیا از ۱٫۳ میلیون تن در سال ۱۸۴۰ به ۶٫۷ میلیون تن در سال ۱۸۷۰ و ۱۰٫۴ میلیون تن در سال ۱۹۱۳ رسید. آمریکا از یک پایه پایین‌تر شروع کرده ولی سریع‌تر رشد کرد؛ از ۰٫۳ میلیون تن در سال ۱۸۴۰ به ۱٫۷ میلیون تن در سال ۱۸۷۰ و ۳۱٫۵ میلیون تن در سال ۱۹۱۳. آلمان از ۰٫۲ میلیون تن در سال ۱۸۵۹ به ۱٫۶ میلیون تن در سال ۱۸۷۱ و ۱۹٫۳ میلیون تن در سال ۱۹۱۳ رسید. فرانسه، بلژیک، اتریش-مجارستان و روسیه، همگی، از ۲٫۲ میلیون تن در سال ۱۸۷۰ به ۱۴٫۱ میلیون تن در سال ۱۹۱۳، پیش از جنگ جهانی اول رسیدند.

### قرن بیستم
آبه (۱۹۹۶) به بررسی سابقه شرکت‌های آهن و فولاد در انگلستان و تحلیل شرکت Bolckow Vaughan & Company پرداخت. این شرکت برای مدت زمان طولانی با فناوری قدیمی کار میکرد و بسیار دیر به روش کوره باز (open hearth furnace) روی آورد. آبه نتیجه می‌گیرد که این شرکت - و صنعت فولاد بریتانیا - از عدم کارآفرینی و برنامه‌ریزی رنج می‌برند.
بلیر (۱۹۹۷) تاریخ صنعت فولاد بریتانیا از جنگ جهانی دوم تا امروز را برای ارزیابی تأثیر دخالت دولت در اقتصاد بازار مورد بررسی قرار داد. کارآفرینی در دهه ۱۹۴۰ کم بود؛ دولت نتوانست صنعت را مدیریت و کارخانه‌های خود را به‌روز کند. صنعت بریتانیا چند نسل در مقابل رقابت جهانی ناموفق بود. در سال ۱۹۴۶، اولین طرح توسعه فولاد با هدف افزایش ظرفیت عملی شد ؛ قانون آهن و فولاد ۱۹۴۹ منجر به ملی‌سازی صنعت به شکل شرکت آهن و فولاد بزرگ بریتانیای کبیر شد. با این حال، اصلاحات توسط دولت‌های حزب محافظ در دهه ۱۹۵۰ منحل شد. در سال ۱۹۶۷، با کنترل دوباره حزب کارگر صنعت دوباره ملی شد. اما تا آن زمان، بیست سال دستکاری سیاسی باعث مشکلات جدی شرکت‌های مانند شرکت فولاد بریتانیای کبیر شده بود ؛ مانند : رضایت از تجهیزات موجود، کارخانجات در حال عمل با ظرفیت پایین (کارایی پایین)، دارایی‌های کم‌کارآمد، فناوری قدیمی، کنترل قیمت دولت، هزینه‌های زغال‌سنگ و نفت بالاتر، عدم وجود منابع برای بهبود سرمایه‌گذاری، و رقابت بازار جهانی رو به افزایش. تا دهه ۱۹۷۰، دولت ، هدف اصلی خود را حفظ اشتغال در صنعت نابود شونده قائل شده بود. از آنجایی که فولاد بریتانیا کارفروش اصلی در منطقه‌های نابود شده بود، بسیاری از کارخانجات و تأسیسات که با زیان عملکردی کار می‌کردند را حفظ کرده بود. در دهه ۱۹۸۰، نخست‌وزیر محافظه‌کار مارگارت تچچر BSC را به عنوان شرکت British Steel plc مجددًا خصوصی کرد.

## استرالیا
در قرن نوزدهم، چندین پروژه تولید آهن وجود داشت و فولاد هم تولید می‌شد، اما تنها به مقیاس بسیار کوچک.
اولین تولید تجاری فولاد در استرالیا توسط شرکت ویلیام سندفورد در کارخانه اسکبنک در لیتگو، نیوساوت ولز، در سال ۱۹۰۱ بود. این کارخانه در سال ۱۹۰۷ به اولین کارخانه یکپارچه آهن و فولاد استرالیا تبدیل شد. بعدها توسط چارلز هاسکینز گسترش یافت. اولین ریل‌های فولادی استرالیا در سال ۱۹۱۱ در آنجا تولید شد. بین سال‌های ۱۹۲۸ تا ۱۹۳۲، فعالیت‌ها در لیتگو، تحت مدیریت سسیل هاسکینز، به کارخانه جدیدی در پورت کمبلا منتقل شد؛ همچنان محل بیشتر تولید فولاد استرالیا است.
در سال ۱۹۱۵، BHP با کارخانه فولاد نیوکاسل خود به تولید فولاد وارد شد که در سال ۱۹۹۹ بسته شد. بخش «محصولات بلند» صنعت فولاد به شرکت OneSteel در سال ۲۰۰۰ انتقال یافت. تصمیم BHP برای انتقال از استخراج معدن به باز کردن یک کارخانه فولاد در نیوکاسل ناشی از محدودیت‌های فنی در بازگرداندن ارزش از معادن «معدن‌های سولفید پایین» بود. کشف منطقه آهن کناب و آهن مونارک نزدیک ساحل غربی خلیج اسپنسر در استرالیای جنوبی به همراه توسعه توسط فلزشناس BHP، آرچیبالد دراموند کارمایکل، از روش «جداسازی سولفید روی از خاک و سنگ همراه» منجر به «پیاده‌سازی روش ساده و ارزان برای آزاد کردن مقادیر زیادی از فلزات ارزشمند از معادن سولفید، شامل توده‌های بزرگی از پسماندها و لجه‌ها به ارتفاع» ۴۰ فوت (۱۲ متر) منجر شد.

## ایتالیا

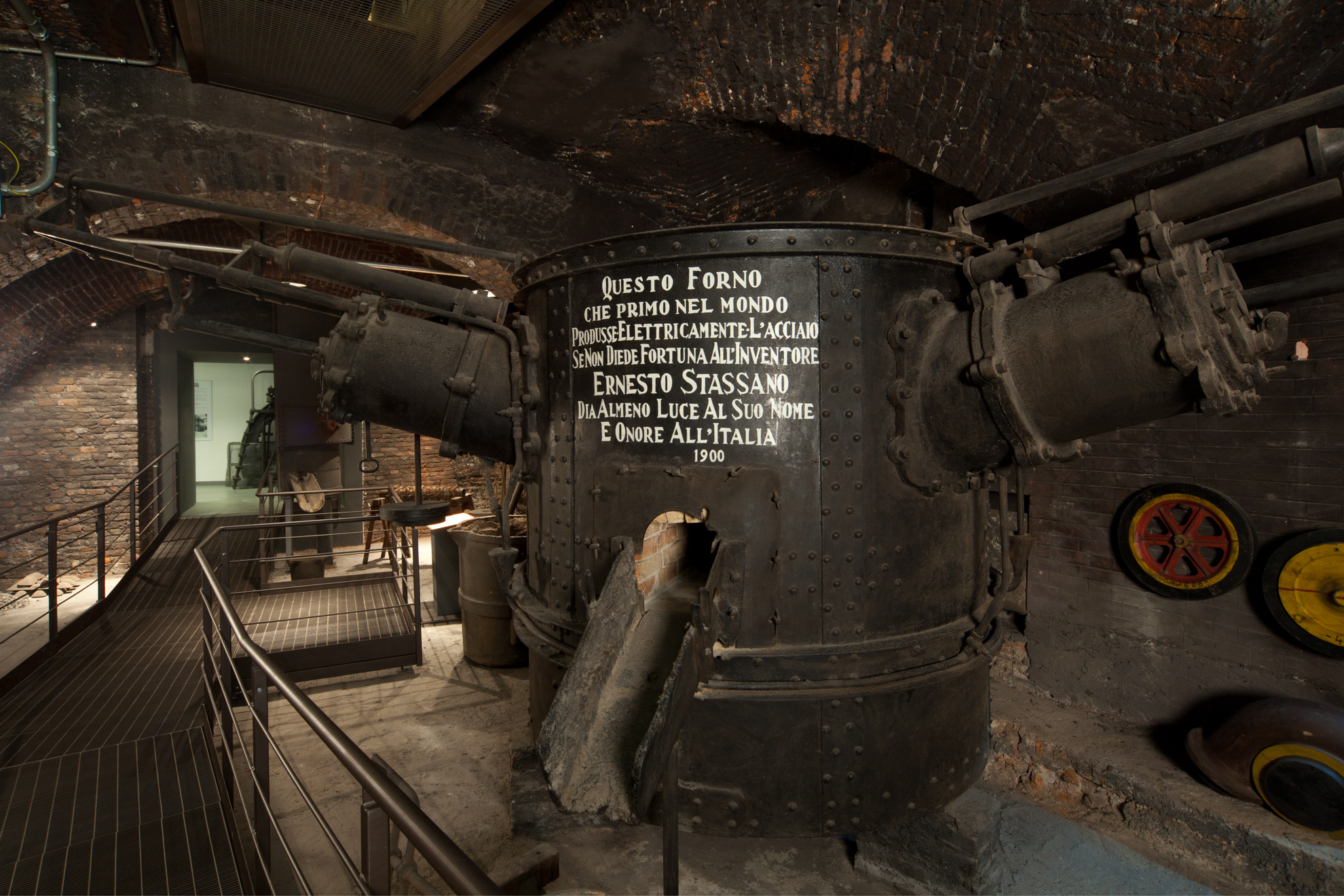
کوره استاسانو در موزه علم و فناوری شهر میلان.

در ایتالیا، کمبود زغال‌سنگ باعث استفاده صنعت فولاد در استفاده از انرژی هیدروالکتریک شد. این امر با بهره‌گیری از ایده‌هایی که توسط ارنستو استاسانو از سال ۱۸۹۸ (کوره استاسانو) پیشرو شده بود ، آغاز شد. با وجود دوره‌های نوآوری (۱۹۰۷–۱۴)، رشد (۱۹۱۵–۱۸) و تثبیت (۱۹۱۸–۲۲)، انتظارات اولیه تنها تا حدی برآورده شد. تولید فولاد در دهه‌های ۱۹۲۰ و ۱۹۳۰ به میانگین حدود ۲٫۱ میلیون تن می‌رسید. مصرف سرانه هر نفر کمتر از میانگین غرب اروپا بود. فرایندهای الکتریکی جایگزین مهمی بودند، اما رقابت‌پذیری را بهبود ندادند یا قیمت‌ها را کاهش ندادند. به جای اینکه رقابت‌پذیری را بهبود بخشند و با قدرت بیشتری در بازار جهانی رقابت کنند دوقطبیتی بازرا را تقویت کرد و حلقهٔ بدبینانه‌ای را آغاز کرد که باعث جلوگیری از گسترش بازار شد. ایتالیا صنعت خود را در دهه‌های ۱۹۵۰ و ۱۹۶۰ مدرن ساخت و به سرعت رشد کرد، تنها بعد از آلمان غربی در رده دوم در دهه ۷۰ قرار گرفت. اتحادیه‌های کار باعث حفظ سطوح بالای اشتغال شدند. با این حال، مشکلات پس از سال ۱۹۸۰ زیاد شدند، زیرا رقابت خارجی سخت‌تر شد. در سال ۱۹۸۰، بزرگ‌ترین تولیدکننده Nuova Italsider [که در حال حاضر Ilva (شرکت) نامیده می‌شود] ۷۴۶ میلیارد لیرا در عملکردهای ناموثق خود از دست داد. در دهه ۱۹۹۰، صنعت فولاد ایتالیایی، که بیشتر دولتی بود، به‌طور گسترده خصوصی شد. امروزه این کشور هفتمین صادرکننده فولاد جهان است.

## ایالات متحده آمریکا

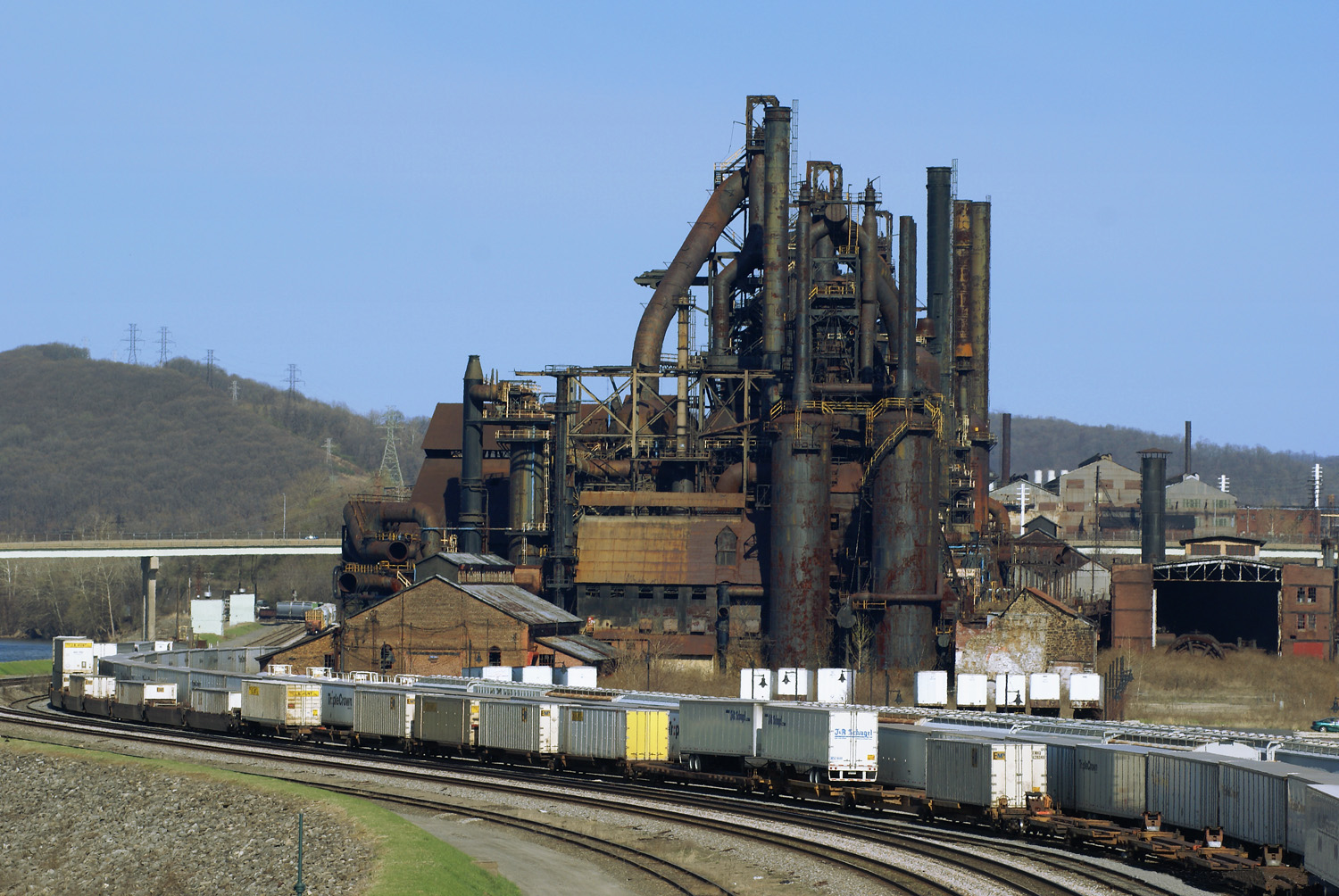
فولاد bethlehem در ایالت پنسلوانیا در آمریکا.

از سال ۱۸۷۵ تا ۱۹۲۰ تولید فولاد آمریکا از ۳۸۰٬۰۰۰ تن به ۶۰ میلیون تن در سال رشد کرد و آمریکا را به رهبر جهان تبدیل کرد. نرخ رشد سالانه فولاد در بازه ۱۸۷۰–۱۹۱۳ ۷٫۰٪ برای آمریکا؛ ۱٫۰٪ برای بریتانیا؛ ۶٫۰٪ برای آلمان؛ و ۴٫۳٪ برای فرانسه، بلژیک و روسیه، و تولیدکنندگان اصلی دیگر بود. این رشد نقطه‌ای آمریکایی بر پایه‌های فناورانه قوی و گسترش مداوم و سریع زیرساخت‌های شهری، ساختمان‌های دفاتر، کارخانجات، راه‌آهن‌ها، پل‌ها و بخش‌های دیگر استوار بود که به صورت فزاینده فولاد مورد نیاز داشت. استفاده از فولاد در خودروها و لوازم خانگی در قرن بیستم آغاز شد.
برخی عوامل کلیدی در رشد تولید فولاد شامل دسترسی آسان به معدن آهن و زغال‌سنگ بود. معدن آهن با کیفیت مناسب در ایالات شرقی وجود داشت، اما منطقه بزرگ سوپریر حجم عظیمی از سنگ آهن فوق‌العاده غنی داشت؛ منطقه معدن آهن مارکوئت در سال ۱۸۴۴ کشف شد؛ عملیات در سال ۱۸۴۶ آغاز شد. منافذ دیگر سال ۱۹۱۰ باز شدند، از جمله منطقههای منومینی، گوگبیک، وِرمیلیون، کویونا و بزرگ‌ترین همه ی این موارد یعنی (در سال ۱۸۹۲) منطقة معدن آهن مسابی در مینسوتا. این معدن آهن از طریق دریای بزرگ به بنادر مانند شیکاگو، دیترویت، کلیولند، ایر و بافالو جابجا شده و توسط راه‌آهن به کارخانجات فولاد منتقل می‌شد. زغال‌سنگ فراوان در پنسیلوانیا، وست ویرجینیا و اوهایو در دسترس بود.کمبود در نیروی کار وجود داشت. تعداد کمی از مردمان بومی علاقه‌ای به کار در کارخانجات نداشتند، اما مهاجران از بریتانیا و آلمان (و بعدها از شرق اروپا) به تعداد زیادی برای کار وارد شدند.
تا سال ۱۸۶۹، صنعت آهن صنعت بزرگی بود که ۶٫۶٪ از اشتغال تولید صنعتی و ۷٫۸٪ از خروجی تولید صنعتی را تشکیل می‌داد. در آن زمان شخصیت محوری آندرو کارنگی بود که پیتسبورگ را مرکز صنعت کرده بود. عملیات خود را در سال ۱۹۰۱ به US Steel فروخت که بزرگ‌ترین شرکت فولاد جهان برای ده‌ها سال شد.
در دهه ۱۸۸۰، انتقال از پودلینگ آهن به فولاد با استفاده از روش‌های صنعتی جدیدی باعث افزایش بهبود عملکردی کارگران شد. کارگران با تجربه همچنان ناراضی بودند، اما سطح متوسط تخصص کاهش پیدا کرد. با این حال، کارگران فولاد درآمدهای بسیار بیشتری نسبت به کارگران آهن با وجود کمبود تخصصششان داشتند. کارگران در محیط تولیدی یکپارچه و همسان قدرت استراتژیک بیشتری دارند.

### فولاد آمریکا

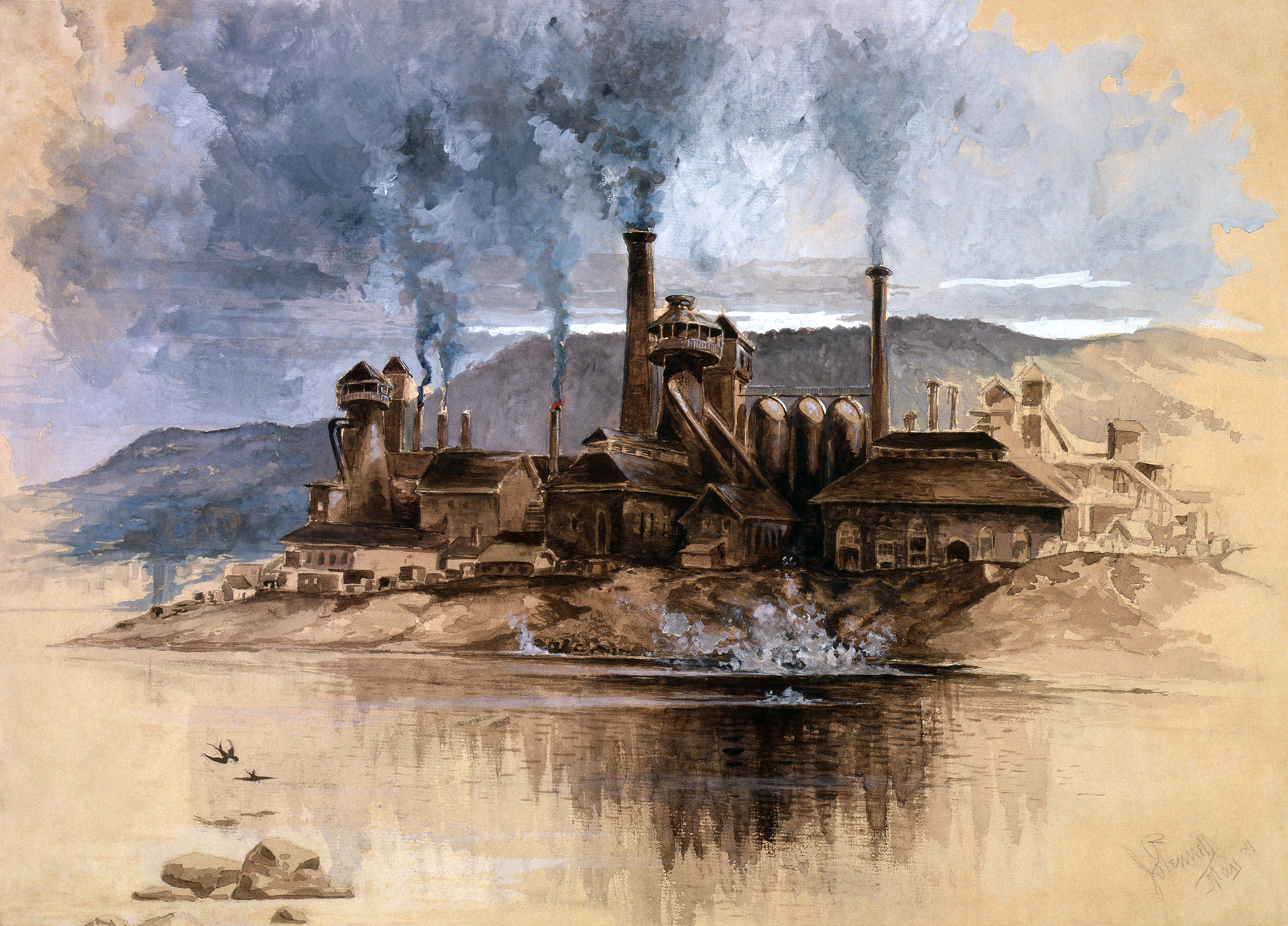
کارخانه فولاد بتلهم در ایالت پنسیلوانیا، ایالات متحده آمریکا

به عبارت دیگر، تا سال ۱۹۰۰، ایالات متحده بزرگ‌ترین تولیدکننده بود و همچنین پایین‌ترین هزینه تولید را داشت و تقاضای فولاد به نظر نامتناسب می‌آمد. فناوری‌های افزایش بهره‌وری از سرعت‌های سرمایه‌گذاری در کارخانجات جدید حمایت می‌کرد. با این حال، در زمان رکودها، تقاضا به شدت کاهش می‌یافت و باعث کاهش تولید، قیمت‌ها و سود می‌شد. 

### فولاد بتلهم
در دهه ۱۹۲۰، چارلز ام. شواب (۱۸۶۲–۱۹۳۹) و یوجین گریس (۱۸۷۶–۱۹۶۰) باعث تبدیل فولاد بتلهم به دومین شرکت بزرگ فولاد آمریکایی شدند. شواب قبلاً سرپرست عملیاتی کارنگی استیل و یو اس استیل بود. در سال ۱۹۰۳، او شرکت کوچک فولاد بتلهم را خریداری کرد و در سال ۱۹۱۶ گریس را به عنوان رئیس انتخاب کرد. وقتی که یو اس استیل تحت نظارت قاضی البرت هنری گری به‌طور کند حرکت می‌کرد نوآوری اصل بود . بتلهم بر روی قراردادهای دولتی مانند کشتی‌ها و زره‌های دریایی تمرکز کرد و بر بارگذاری‌های ساختمانی، به ویژه برای ابربازارها و پل‌ها. شرکت فرعی آن، شرکت ساخت کشتی بتلهم در جنگ جهانی دوم در ۱۵ کشتی‌سازی فعالیت می‌کرد. این شرکت ۱٬۱۲۱ کشتی تولید کرد، بیشتر از هر سازنده دیگر در طول جنگ و تقریباً یک پنجم از ناوگان نظامی ایالات متحده را تشکیل داد. حداکثر تعداد کارگران آن ۱۸۰٬۰۰۰ نفر بود، از جمله حداکثر تعداد کارگران در زمان جنگ در سطح شرکت که ۳۰۰٬۰۰۰ نفر بود. پس از سال ۱۹۴۵، بتلهم ظرفیت فولاد خود را دو برابر کرد، اینکار نشان از افزایش بهینه‌ای در صنعت بود. با این حال، شرکت به فناوری‌های جدیدی که در آن زمان در اروپا و ژاپن توسعه می‌یافت، توجه نکرد. به دنبال بازپس‌گیری چارچوب کارگری به منظور جلوگیری از اعتصابات، بتلهم مانند شرکت‌های دیگر با افزایش حقوق و مزایای بزرگ پذیرفته شده هزینه های خود را بالا برد. پس از بازنشستگی گریس، مدیران بر روی سودهای کوتاه مدت تمرکز کردند و نوآوری‌های منجر به ناتوانی در طولانی مدت را به تأخیر انداختند. شرکت در سال ۲۰۰۱ وارد وضعیت ورشکستگی شد.